# أوزموند واتسون
أوزموند واتسون (بالإنجليزية: Osmond Watson)‏ هو رسام جامايكي، ولد في 13 يونيو 1934 في كينغستون في جامايكا، وتوفي في 15 نوفمبر 2005.